# Wessel Ruwersma
Wessel Pieters Ruwersma (gedoopt Holwerd, 28 maart 1751 - Buitenpost, 25 maart 1827) was een Nederlandse schilder.

## Leven en werk
Ruwersma was een zoon van Pijter Wijbes en Aaltje Wessels. Hij nam in 1811 de naam Ruversma aan, later noemde hij zich - net als zijn broers - Ruwersma. Hij was als schilder autodidact. Ruwersma was actief als huis- en decoratieschilder (van interieurs). Hij schilderde daarnaast veelal landschappen en portretten. Hij gaf les aan onder meer Willem Bartel van der Kooi en Albert Gerrits Swart.